# Альбін Планинць
Альбін Планинць (18 квітня 1944, Бріш, Словенія — 20 грудня 2008, Любляна) — словенський, раніше югославський, шахіст; гросмейстер (1972). Чемпіон Словенії серед юнаків (1962). Перший великий успіх — в 1969 на меморіалі М. Відмара в Любляні — 1-е місце (попереду С. Глігорича, В. Унцікера, Р. Бірна, А. Матановича, Ф. Георгіу та інших).
Кращі результати в інших змаганнях: Чачак і Варна (1970) — 1-е; Скоп'є (1970/1971) — 2-3-е; Нові-Сад (1972) — 3-5-е; Амстердам (1973; ИБМ турнір) — 1-2-е (з Т. Петросяном); Сомбор (1970) — 4-е; Вршац (1975) — 6-е; Суботіца (1975) — 4-5-е; Штип (1979) — 2-3-е місця. У 1974 успішно виступив на 4-й дошці в складі команди Югославії на 21-й Олімпіаді (+9 -1 = 5).